# تمبنچی
تمبنچی (روسی: Тембенчи) یک رودخانه در سرزمین کراسنویارسک کشور روسیه است.